# Roberto Sneider
Roberto Sneider (Ciutat de Mèxic, 1 de setembre de 1960) és un guionista, director i productor de cinema mexicà conegut per les seves pel·lícules Dos crímenes, Arráncame la vida i Me estás matando, Susana.

## Inicis
Sneider és un llicenciat d'Universitat Iberoamericana i del programa de direcció de l'American Film Institute.

## Carrera
Sneider va començar la seva carrera treballant en diversos aspectes de producció, incloent sent un gerent de locación, gerent de producció, i assistent d'adreça. Ha participat en pel·lícules com Havana (Sydney Pollack), Gringo vell (Luis Puenzo), Blood in, Blood Out (Taylor Hackford) i My Crazy Life (Allison Anders).
Dos crímenes va ser el primer llargmetratge de Sneider com a escriptor, productor i director. Va guanyar més de quinze premis internacionals -entre ells el Montgolfier d'Or en el Festival dels Tres Continents (Nantes, França), el premi Cinedécouvertes (Bèlgica) i el premi de la FIPRESCI- i tres Ariels. Basada en la novel·la homònima de Jorge Ibargüengoitia, la pel·lícula conta la història de Marcos, qui després d'haver estat acusat d'assassinat fuig a un tranquil poblet anomenat Cuévano, on té parents. Allí descobreix que els assumptes familiars són més complicats del que espera, i que les complexitats de la vida en un poblet són més riques (i més perilloses) que la seva suposadament sofisticada existència en una gran ciutat. Protagonitzada per Damián Alcázar, va ser la pel·lícula mexicana més reeixida de l'any.
El 1999 Sneider funda La Banda Films, una companyia de producció de cinema publicitari. La Banda Films ha produït nombrosos anuncis i va guanyar diversos prestigiosos premis internacionals pel seu treball comercial. Aquests honors inclouen un Lleó de Canes per Axe Body Spray i l'International TV Advertising Grand Award en el Festival de Nova York, el qual és considerat entre els 10 anuncis millors de l'any exhibit al MOMA.
Com a director de cinema publicitari, Sneider ha guanyat nombrosos premis, incloent el Millor Espectacle en el Festival de Nova York i l'AICP Show.
Sneider va dirigir i produir Arráncame la vida, una obra de període basada en la novel·la homònima de Ángeles Mastretta. Amb actuacions lloades per la crítica de Ana Claudia Talancón i Daniel Giménez Cacho, va ser la submissió oficial mexicana per als Oscares en el 2009 i és un de les pel·lícules mexicanes més reeixides en les taquilles de tot els temps. Va guanyar tres Ariels.
Sneider va ser productor de Frida, basada en la biografia de Hayden Herrera sobre l'artista mexicana Frida Kahlo, que va guanyar dos dels sis Oscar als quals va ser nominada. També fou productor d'Aquí entre nos (guanyador del Bronze Zenith en Mont-real Festival de cinema Internacional), del documental Viaje de sueños, i de Las horas contigo (guanyador del Premi FIPRESCI a Guadalajara).
Sneider ha estat director, productor i guionista de Me estás matando, Susana, basada en la novel·la Ciudades desiertas de José Agustín i protagonitzada per Gael García Bernal, Verónica Echegui i Ashley Hinshaw.